# Joseph Kosma
Joseph Kosma, původním jménem József Kozma (22. října 1905 Budapešť – 7. srpna 1969 La Roche-Guyon) byl francouzský hudební skladatel maďarského původu.
Pocházel z židovské rodiny, jeho rodiče provozovali typografickou školu. Jeho příbuzným byl Georg Solti. Od dětství komponoval, vystudoval Liszt Ferenc Zeneművészeti Egyetem, byl žákem Bély Bartóka a Hannse Eislera.
Od roku 1929 žil v Berlíně a od roku 1933 v Paříži, spřátelil se s Jacquesem Prévertem a zhudebňoval jeho básně. Jejich nejznámějším společným dílem je jazzový standard Les feuilles mortes. Spolupracoval také se zpěvačkou Lys Gauty. Složil hudbu k více než stovce filmů, nejčastěji pro režiséry Jeana Renoira, Marcela Carného a Christian-Jaquea.
Za druhé světové války se skrýval v oblasti Alpes-Maritimes. V roce 1956 mu byla udělena cena Grand Prix du Disque.
Serge Le Péron o něm natočil životopisný dokumentární film.